# Morphopsis mambarensis
Morphopsis mambarensis är en fjärilsart som beskrevs av Rothschild 1916. Morphopsis mambarensis ingår i släktet Morphopsis och familjen praktfjärilar. Inga underarter finns listade i Catalogue of Life.